# Spermacoce brevicilia
Spermacoce brevicilia är en måreväxtart som beskrevs av Harwood. Spermacoce brevicilia ingår i släktet Spermacoce och familjen måreväxter. Inga underarter finns listade i Catalogue of Life.